# Vittoria Puccini
Vittoria Puccini  (n. 18 noiembrie 1981, Florența, Italia)  este o actriță italiană.

## Date biografice
Tatăl ei este avocat și profesor, iar mama profesoară, tot profesor este și fratele ei. După bacalaureat Vittoria a început să studieze dreptul. Întrerupe studiul fiind descoperită ca talent în anul 2000 de regizorul Sergio Rubini care o convinge să joace în filmul Tutto l'amore che c'è. Succesul demn de amitit l-a realizat prin rolul jucat în filmul Imperium: Nerone. Un alt succes răsunător îl are prin filmul Anna Karenina.

## Filmografie
- Tutto l'amore che c'è, regia Sergio Rubini (2000)
- Paz!, regia Renato De Maria (2002)
- Operazione Appia Antica, regia Carlo Lizzani (2003)
- Ma quando arrivano le ragazze?, regia Pupi Avati (2005)
- Colpo d'occhio, regia Sergio Rubini (2008)
- Baciami ancora, regia Gabriele Muccino (2010)
- La vita facile, regia Lucio Pellegrini (2011)
- Acciaio, regia Stefano Mordini (2012)
- Magnifica presenza, regia Ferzan Ozpetek (2012)
- Anna Karenina, regia Christian Duguay (2013)
- Tutta colpa Freud, regia Paolo Genovese (2014)